# 虎渡河
虎渡河是长江荆江干流向洞庭湖的四条分流河道之一。是洞庭湖水沙重要来源。虎渡河左岸堤防（虎东干堤）也是荆江分洪工程的西围堤。

## 河道
虎渡河上游的北端为荆江干流南岸的分江口——公安县埠河镇太平口（无闸门，自然状态），南端为荆江分洪工程黄山节制闸（南闸），全长95公里。南闸以上河道河面最宽达400米，一般宽100-300米，河床平均宽约290米，河床高程一般为29-30米。至肖家湾注入西洞庭湖目平湖，全长137.7km。弥陀寺站为虎渡河进口控制水文站。最大泄量3210立方米/秒(1962.07.10，相应水位43.96米)，199年为3060立方米/秒(1998.08.08，相应水位44.63米)。 
虎渡河下游从南闸开始。在安乡境内由于河口三角洲的成长，形成了许多支流和松滋河串通。1978年堵书院洲河（位于安乡县城东北，从虎渡河流向松滋河）。原在六家渡（陆家渡，位于安乡县城正东）附近入湖。以后随着松滋、藕池河口三角洲的下延、使虎渡河下延12.5公里到安乡县小河口与松滋河中支汇合后，称为“松虎洪道”，下延18.4公里到肖家湾注入目平湖。
虎渡河全长140.5公里，从太平口至南闸95公里，南闸至小河口称六家渡河45.5公里。六家渡河上设有董家垱水文站最大流量为3240秒立米（1981.07.19，相应水位39.02米），最高水位40.18米（1998.07.25，相应流量2880秒立米）。基本特征：上淤下冲、常年断流。发展趋势：常年断流、水资源缺乏。

## 水文历史
北端的太平口是经1788、1860、和1870年的三次长江干流特大洪水冲开成今日之虎渡河，经弥陀寺、里甲口、黄金口、中河口汇洈水后，经南平、杨家垱从现在的澧县添围垸入西洞庭湖。
1873年松滋河形成，夺占虎渡河西部诸支，迫使虎渡河从中河口改道顺虎西山岗和黄山头东麓入湖南境内。后由于河口三角洲的发育，形成许多支流与松滋河串通，先是在张家渡附近入湖，后因藕池河的影响，虎渡河下延到小河口汇入松滋河，至肖家湾注入西洞庭湖目平湖。至此，虎渡河成一条干流南下，全长137.7公里。
1952年建成荆江分洪工程黄山节制闸（南闸，设有长江水利委员会荆州长江河道管理局南闸管理所），主要作用是当不运用荆江分洪工程或者运用荆江分洪工程且虎东干堤不溃口时，南闸不控制；当运用荆江分洪工程且虎东干堤溃口或判定将会发生溃决时，控制虎渡河下泄流量最大不超过3800立方米/秒，与荆江分洪工程南线大堤共同组成防洪屏障，保护洞庭湖区的防洪安全。南闸建成后，造成虎渡河河道淤积5米以上。如今的虎渡河实际上已只是一条季节性河流。每年10月到次年3月，基本是断流。只有春汛到来时，长江水才能进入虎渡河宣泄至洞庭湖。最长年断流天数为184天。通年没有船只在河上航行。
由于下荆江裁弯取直导致干流顺畅、冲刷，以及长江三峡大坝建成蓄水后，由于泥沙沉积三峡库区，清水下泄冲刷荆江干流，深泓刷深2-5米，导致分江入湖的三口的来水量锐减。1938年太平口最大流量3280立方米/秒，南闸以下河段最大流量3800立方米/秒（调查分析值）。1954年大洪水的非常情况下，南闸下泄6800立方米/秒，导致大量溃垸。1960年时虎渡河流量均值还在2800米/秒，占长江上游来水的5.2%，年平均径流量220亿立方米。平均年入湖水量195亿立方米，占宜昌来量的4.3%；年入湖沙量2220万吨，占宜昌年均输沙量的4.2%。2003—2011年已经减少到125亿立方米，占长江上游来水2.82%。